# Pleopeltis fraseri
Pleopeltis fraseri là một loài thực vật có mạch trong họ Polypodiaceae. Loài này được (Mett. ex Kuhn) A.R. Sm. mô tả khoa học đầu tiên năm 2005.